# حول العالم في 80 يوما (فلم 1956)
حول العالم في 80 يومًا (بالإنجليزية: Around the World in 80 Days) هو فيلم مغامرات تم إنتاجه في الولايات المتحدة وصدر في سنة 1956.

## بطولة
- ديفيد نيفن
- شيرلي ماكلين

## الميزانية والإيرادات
بلغت تكلفة إنتاج الفيلم حوالي 6 ملايين دولار بينما حقق أرباحا تقدر بـ 42,000,000 دولار.

## وصلات خارجية
- مقالات تستعمل روابط فنية بلا صلة مع ويكي بيانات